# アレフ・ドス・サントス・サウダーニャ
アレフ（Alef）またはアレフ・サウダーニャ（Alef Saudanha）ことアレフ・ドス・サントス・サウダーニャ（ポルトガル語: Alef dos Santos Saldanha、1995年1月28日 - ）は、ブラジルのサッカー選手。ポジションはMF。

## クラブ歴
2013年にAAポンチ・プレッタの下部組織からトップチームに昇格。買い取りオプションつきで1年間オリンピック・マルセイユのBチームに期限付き移籍したが、オプションは行使されなかった。
2015年7月にSCブラガに移籍。レンタル移籍でウム・サラルSCやアポロン・リマソールに在籍した。

## 代表歴
U-20代表として2015 FIFA U-20ワールドカップに参加した。